# Forró

El forró és un gènere musical, i també una dansa brasilera, que té els seus orígens a les festes populars de l'interior del nord-est brasiler.

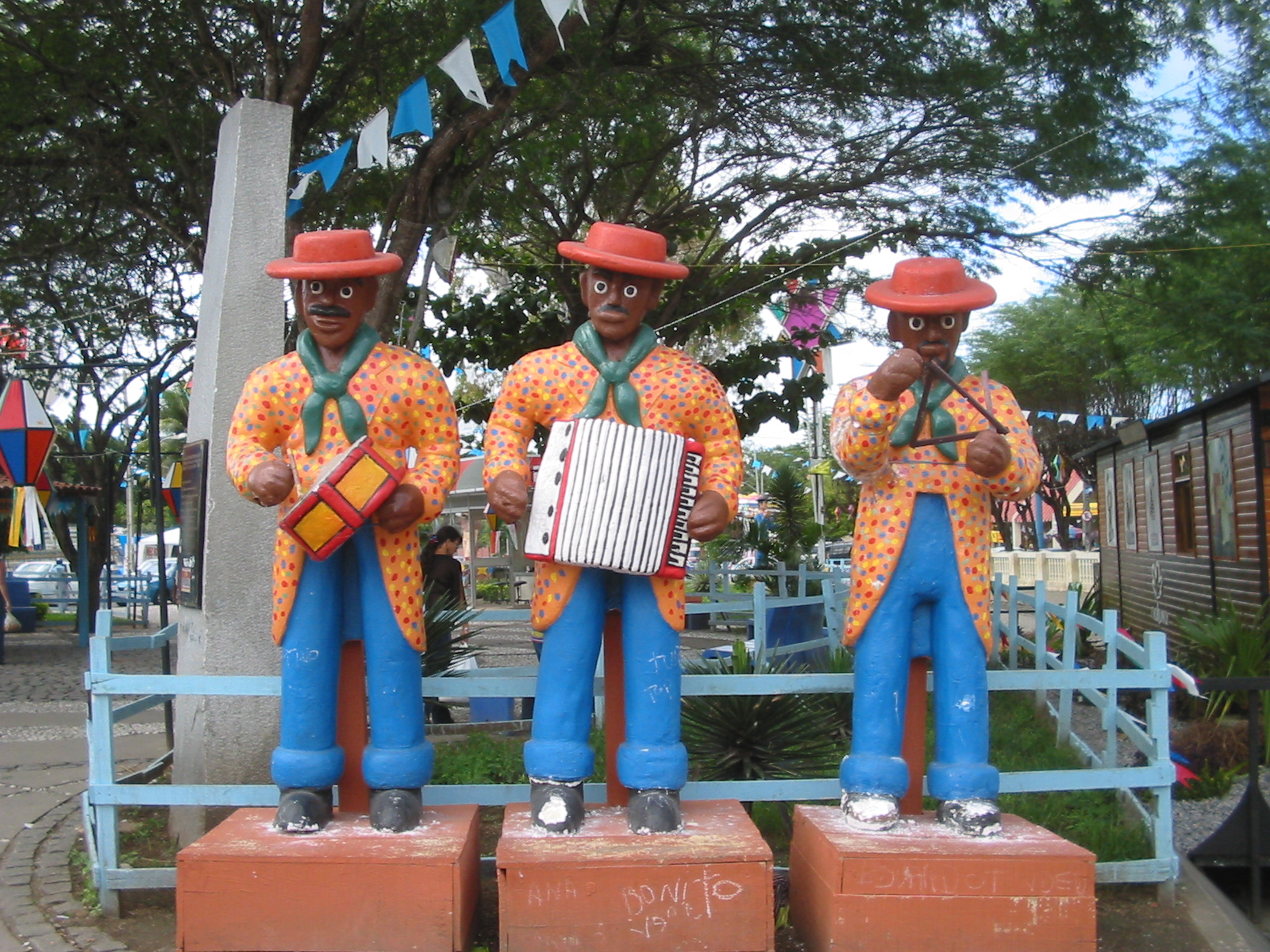
Escultura d'un grup típic de músics de forró a Caruaru

El forró és especialment popular a les ciutats de Caruaru i Campina Grande, on és símbol de les Festas de São João, i en les capitals Fortaleza (Ceará), Natal (Rio Grande do Norte), Recife (Pernambuco) i Maceió (Alagoas) són promogudes com grans festes i duren tota la nit. El forró també és el nom donat a aquestes festes.
La música del forró és tocada tradicionalment per un trio format per un sanfoneiro (acordionista que toca un tipus especial d'acordió de 8 baixos), un zabumbeiro (que toca la zambumba, que és un tipus de tambor) i un tocador de triangle. Posteriorment s'hi han afegit altres instruments habituals en la música popular del segle xx.
El Forró és un conjunt de diversos estils musicals, i no d'un sol. Entre diversos ritmes diferents que són comunament identificats com Forró, es destaquen el baião, el coco, l'arrasta-pé, el rojão, la quadrilha, el xaxado, el xote i el forró dos cumpadre.
El forró ha evolucionat també cap a una música més comercial, anomenada forró electrònic, que incorporar ritmes pop i música electrònica, en un procés similar al que va tenir l'estil sertanejo en els anys 90. En destaquen noms com Wesley Safadão o Pabllo Vittar.